# メガワティ・スティアワティ・スカルノプトゥリ
ディア・プルマタ・メガワティ・スティアワティ・スカルノプトゥリ（Diah Permata Megawati Setiawati Soekarnoputri、1947年1月23日 - ）は、インドネシアの政治家である。同国の第5代大統領（2001年7月23日 - 2004年10月20日）。所属政党はインドネシア闘争民主党。

## 経歴
初代大統領スカルノと第一夫人ファトマワティの長女として、中部ジャワのジョグジャカルタに生まれる。幼少期は大統領宮殿で過ごしていた。
スカルノを失脚させた1965年の9月30日事件当時、メガワティはバンドンのパジャジャラン大学に通う学生であったが、事件後の混乱のため中途退学している。以後、一家は苦しい生活を余儀なくされる。
1968年、最初の結婚。相手は同国空軍のパイロット。二人の子供をもうける。しかし、1971年に夫は事故死。二人の子供を抱えながら、ジャカルタのインドネシア大学で心理学を学ぶが、これも中退している。
1973年、二度目の結婚。相手は元学生運動家で実業家のタウフィック・キマス。この夫は後にメガワティが旗揚げした闘争民主党にも参加している。
1999年10月20日に行われた国民協議会での大統領選では、アブドゥルラフマン・ワヒドに敗れたが、翌10月21日に行われた副大統領選で、メガワティが副大統領に選出された。
2001年7月23日に国民協議会でワヒドが弾劾され大統領を解任されると、副大統領であったメガワティが大統領に昇格した。
2004年にインドネシア史上初めて行われた大統領直接選挙で再選を目指すも、スシロ・バンバン・ユドヨノに敗れて退任した。2009年の大統領選に再度立候補するも、再びユドヨノに敗れた。

## 人物
メガワティの最初の夫はスリンドロ・スプジャルソ一尉で、1968年6月1日に結婚した。スリンドロは、1970年1月22日に西イリアンのビアク島で飛行機事故で亡くなった。1972年6月27日、エジプトの外交官であったハッサン・ガマル・アフマド・ハッサンと結婚。この結婚は3ヵ月も経たないうちに宗教裁判所によって取り消された。その後、1973年3月25日にタウフィック・キマスと結婚。モハンマド・リズキ・プラタマ、ムハンマド・プラナンダ・プラボウォ、プアン・マハラニの3人の子供がいる。息子たちはスリンドロとの結婚によるもので、プアン・マハラニはメガワティとタウフィックの結婚による唯一の子供である。
メガワティはナシゴレンが好きなことで知られており、この料理にはメガワティ独自の得意分野がある。メガワティのチャーハンは、他の政治家を相手にする際、しばしば彼女の政治的道具として使われる。闘争民主党のハスト・クリスティヤント事務局長によると、彼女のチャーハンのレシピは、父スカルノが多くのデモ隊をもてなしたいと思ったときに作られた。彼女のチャーハンを食べた有名人には、アブドゥルラフマン・ワヒド元大統領やプラボウォ・スビアントがいる。レシピは2019年インドネシア総選挙の際に公開された。メガワティはまた、副大統領時代に客のために料理を作る傾向があり、客の好物を記憶することさえある。そしてメガワティは、政府の女性職員は食事の作り方を知っていなければならないと述べた。

## 備考
- 2001年に早稲田大学から名誉博士号を授与されている。

## 関連文献
- 磯松浩滋『どこへ行くインドネシア』、めこん、1995年
- 尾村敬二編『スハルト体制の終焉とインドネシアの新時代』、アジア経済研究所、1998年
- 秋尾沙戸子『運命の長女 - スカルノの娘メガワティの半生 -』、新潮社、2000年
- 塩沢英一『インドネシア烈々』、社会評論社、2000年
- 大塚智彦『民主国家への道ーージャカルタ報道2000日』小学館　2001年
- Ahmad Bahar, Megawati Soekarnoputri 1993-1996, PT Pena Cendekia, 1996
- McIntyre, Angus, In Search of Megawati Sukarnoputri, Centre of Southeast Asian Studies, Monash University, 1997